# In partibus infidelium
In partibus infidelium es una locución latina que significa «en tierras de infieles», a menudo se empleaba abreviadamente como in partibus o mediante la abreviatura i. p. i. La locución, utilizada siempre adjetivamente, indicaba que la diócesis, o sede episcopal, estaba situada en regiones donde el cristianismo había desaparecido tras la expansión musulmana, sin ser suprimida oficialmente, la diócesis ya no existía como comunidad cristiana local. 
Antiguamente, cuando los obispos se veían forzados a huir antes de la invasión de las fuerzas de infieles, creyentes de otra religión, eran bien recibidos por otras iglesias, al tiempo que preservaban sus títulos y derechos sobre sus diócesis. Incluso les eran confiadas la administración de sus vacantes. Por ello, encontramos a Gregorio Magno que nombró a Juan, obispo de Lezhë (Albania), expulsado por sus enemigos, en la diócesis de Esquilache. 
Sin embargo, después de la separación de las iglesias de Oriente y de Occidente, la Iglesia católica romana también utilizó la locución para designar sedes episcopales ubicadas en tierras cristianas, pero no católicas, y dotadas de obispos de las Iglesias orientales; por eso, en el siglo XIX, las Iglesias católicas orientales obtuvieron del papa León XIII que, con la carta encíclica del 3 de marzo de 1882, la denominación de «obispo in partibus infidelium» se cambiara por la de «obispo titular» y la de las diócesis en cuestión por la de «diócesis titular».
Antes de la Revolución francesa, los obispos in partibus infidelium de Belén, propietarios de una propiedad en Clamecy (Francia), tenían por concesión del rey Carlos VI los mismos derechos en su reino que los obispos de las sedes residenciales.